# 贝特尼维尔
贝特尼维尔（法語：Bétheniville，法語發音：[betnivil]）是法国马恩省的一个市镇，位于该省北部，和阿登省接壤，属于兰斯区。

## 地理
贝特尼维尔（49°17'35"N, 4°22'2"E）面积17.74 平方千米，位于法国大東部大區马恩省，该省份为法国东北部内陆省份，北起阿登省，西北接埃纳省，西南接塞纳-马恩省，南至奥布省，东南接上马恩省，东临默兹省。
与贝特尼维尔接壤的市镇（或旧市镇、城区）包括：欧松斯、欧维内、拉讷维尔-昂图尔讷-阿菲伊、蓬法韦热-莫龙维利耶、小圣伊莱尔。

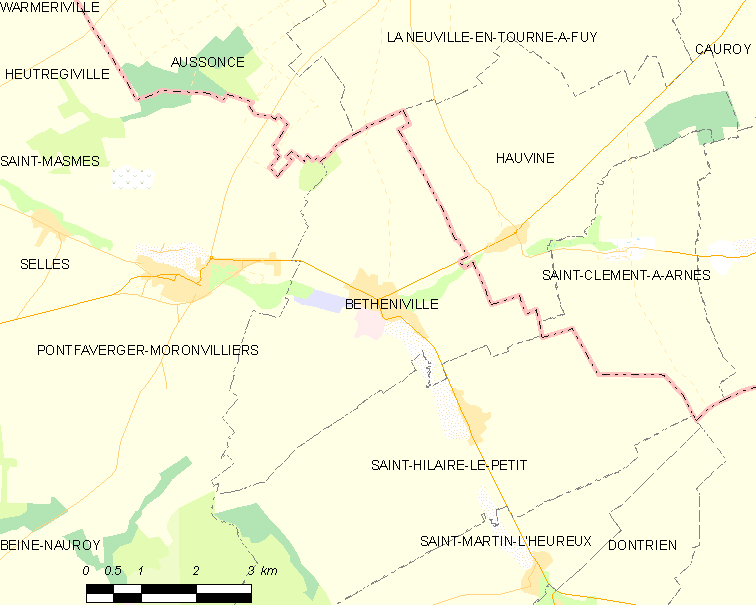
贝特尼维尔的OSM定位图

贝特尼维尔的时区为UTC+01:00、UTC+02:00（夏令时）。

## 行政
贝特尼维尔的邮政编码为51490，INSEE市镇编码为51054。

## 政治
贝特尼维尔所属的省级选区为穆尔默隆-韦勒-香槟山县。

## 人口

1962-2008年间贝特尼维尔人口变化图示

贝特尼维尔于2022年1月1日时的人口数量为1270人。